# Freweyni Hailu
Freweyni Hailu Gebreezibeher (in amarico ፍሬወይኒ ኃይሉ; 12 febbraio 2001) è una mezzofondista etiope, vincitrice di due medaglie d'oro e di una medaglia d'argento ai campionati mondiali indoor.

## Record nazionali
Seniores
- 2000 metri piani: 5'25"86 ( Zagabria, 14 settembre 2021)

## Palmarès
| Anno | Manifestazione           | Sede     | Evento       | Risultato  | Prestazione | Note                                     |
| ---- | ------------------------ | -------- | ------------ | ---------- | ----------- | ---------------------------------------- |
| 2018 | Mondiali U20             | Tampere  | 800 m piani  | 5º         | 2'02"80     | [ 1 ]                                    |
| 2019 | Africani U20             | Abidjan  | 800 m piani  | 4ª         | 2'06"98     |                                          |
| 2019 | Giochi panafricani       | Rabat    | 800 m piani  | Batteria   | 2'05"73     |                                          |
| 2021 | Giochi olimpici          | Tokyo    | 1500 m piani | 4ª         | 3'57"60     | [ 2 ]                                    |
| 2022 | Mondiali indoor          | Belgrado | 800 m piani  | Argento    | 2'00"54     | Miglior prestazione personale stagionale |
| 2022 | Mondiali                 | Eugene   | 1500 m piani | 4ª         | 4'01"28     |                                          |
| 2022 | Mondiali                 | Eugene   | 800 m piani  | Semifinale | 2'00"11     |                                          |
| 2023 | Mondiali                 | Budapest | 5000 m piani | 7ª         | 14'58"31    |                                          |
| 2023 | Mondiali corsa su strada | Riga     | Miglio       | Argento    | 4'23"06     | Miglior prestazione personale            |
| 2024 | Mondiali indoor          | Glasgow  | 1500 m piani | Oro        | 4'01"46     |                                          |
| 2025 | Mondiali indoor          | Nanchino | 3000 m piani | Oro        | 8'37"21     |                                          |

## Campionati nazionali
2019
- Bronzo ai campionati etiopi (Addis Abeba), 800 m - 2'03"2

2021
- Bronzo ai campionati etiopi (Addis Abeba), 1500 m - 4'07"9

## Altre competizioni internazionali
2020
- 4ª al Villa de Madrid ( Madrid), 1500 m - 4'05"91

2021
- Argento al Memorial Borisa Hanžekovića ( Zagabria), 2000 m piani - 5'25"86
- Bronzo al Herculis ( Principato di Monaco), 1500 m - 3'56"28
- Oro al Athletissima ( Losanna), 1500 m - 4'02"24

2022
- Bronzo al INIT INDOOR MEETING Karlsruhe ( Karlsruhe), 1500 m - 4'02"66
- Bronzo al ORLEN Copernicus Cup ( Toruń), 1500 m - 4'02"50
- Bronzo al Villa de Madrid ( Madrid), 1500 m - 4'03"38
- 7ª al Prefontaine Classic ( Eugene), 1500 m - 3'59"97
- 5ª al Golden Gala Pietro Mennea ( Roma), 800 m - 1'59"39
- Argento al Meeting international Mohammed VI d'athlétisme de Rabat  ( Rabat), 1500 m - 3'58"18
- Bronzo al Memorial Van Damme  ( Bruxelles), 1500 m - 3'56"94
- Bronzo al Weltklasse Zürich  ( Zurigo), 1500 m - 4'01"73

2023
- Argento al Meeting international Mohammed VI d'athlétisme de Rabat ( Rabat), 1500 m piani - 3'57"65
- Bronzo al Doha Diamond League ( Doha), 1500 m piani - 4'00"29
- Argento al Init Indoor Meeting ( Karlsruhe), 800 m - 2'00"46
- Oro al ORLEN Copernicus Cup ( Toruń), 3000 m - 8'46"92
- Oro al Bauhaus-Galan ( Stoccolma), 1500 m piani - 4'02"31
- Oro al Kamila Skolimowska Memorial ( Chorzów), 3000 m piani - 8'26"61
- Bronzo all'Herculis ( Monaco), miglio - 4'14"79
- Oro alla Xiamen Diamond League ( Xiamen), 1500 m piani - 3'56"56

2024
- 5ª alla Xiamen Diamond League ( Xiamen), 1500 m piani - 3'58"18
- Oro al Doha Diamond League ( Doha), 1500 m piani - 4'00"42
- Bronzo al Prefontaine Classic ( Eugene), 5000 m piani - 14'20"61
- Argento al Kamila Skolimowska Memorial ( Chorzów), 1500 m piani - 3'57"88
- Argento al Golden Gala Pietro Mennea ( Roma), 1500 m piani - 3'54"16

2025
- Argento al Golden Gala Pietro Mennea ( Roma), 5000 m piani - 14'19"33
- 9ª al Prefontaine Classic ( Eugene), 1500 m piani - 3'57"74